# Ritmo Tribale (EP)
Ritmo Tribale è un EP della band italiana Ritmo Tribale pubblicato nel 1991 con l'etichetta Vox Pop.

## Il disco
Il disco è stato registrato e mixato all'Avant-Garde Studio di Milano nel settembre 1990 da Ciro L.F., tranne il brano "Ti detesto" che è stata registrata al Bips Sudio (MI) nel gennaio/febbraio 1991 da Paolo "Pube" Mauri. Arrangiamenti e produzione di Ritmo Tribale.

## Tracce
Lato A
1. Ti detesto
2. L'Ago della Bilancia
3. Is'vara

Lato B
1. Il Lupo
2. Votate Me

## Formazione
- Stefano "Edda" Rampoldi - voce
- Andrea Scaglia - chitarra, cori, voce in Ti detesto
- Fabrizio Rioda - chitarra ritmica, cori
- Andrea "Briegel" Filipazzi - basso
- Luca "Talia" Accardi - tastiere
- Alex Marcheschi - batteria